# Хохман, Аркадий Вольфович
Арка́дий Во́льфович Хо́хман (1 июня 1915, Кишинёв, Бессарабская губерния — 2 января 2009, Алма-Ата, Казахстан) — румынский и советский футболист, тренер. Заслуженный тренер Казахской ССР.

## Биография
В 1935—1936 годах играл за кишинёвский клуб «Хакоах» («Гакоах»). В 1936—1938 годах выступал на позиции центрального нападающего или левого инсайда команды «Маккаби» (Кишинёв) в чемпионате и кубке Румынии. В 1937 и 1938 годах в составе «Маккаби» (Кишинёв) играл в восточной лиге дивизиона «С» (третий по уровню дивизион чемпионата Румынии), команда заняла третье и четвёртое места. В 1938 году был принят в «Маккаби» (Бухарест). Этот сезон «Маккаби» (Бухарест) закончил на второй позиции восточной зоны южной группы дивизиона «В», отстав на 2 очка от другой столичной команды «Униря-Триколор», а в следующем розыгрыше занял третье место в четвёртой зоне дивизиона «В». Прошёл тренерские курсы при Институте физического воспитания в Бухаресте.
После присоединения Бессарабии к СССР в 1940 году вернулся в Кишинёв, где стал основателем, нападающим и первым тренером команды «Динамо» (Кишинёв). С началом Великой Отечественной войны был направлен в Харьковское пограничное училище. В 1943—1945 годах выступал за ташкентское «Динамо», в составе которого стал чемпионом Спартакиады республик Средней Азии и Казахстана.
После войны играл в алма-атинских «Динамо» и «Урожае». С 1947 года был старшим тренером этих команд, в 1955 году переименованных в «Кайрат». Работал директором Футбольной школы молодёжи (ФШМ), с 1957 по 1978 годы возглавлял республиканскую школу по футболу и футбольную команду «СКИФ». Был председателем республиканской секции футбола, затем Федерации футбола Казахской ССР (образована в 1959 году), членом президиума Федерации футбола СССР. Среди воспитанников — Валентин Дышленко, Валерий Еркович, Саилаубек Есимбеков, Александр Жуйков, Борис Каретников, Леонид Остроушко, Тимур Сегизбаев, Владимир Чеботарёв, Виктор Шведков.
Автор книги воспоминаний «Футбол. Странички пройденного пути» (Алма-Ата, 2002).
Скончался 2 января 2009 года, похоронен в Алматы.